# Euphorbia giumboensis
Euphorbia giumboensis är en törelväxtart som beskrevs av A.Hässl.. Euphorbia giumboensis ingår i släktet törlar, och familjen törelväxter.
Artens utbredningsområde är Somalia. Inga underarter finns listade i Catalogue of Life.